# Lusigny-sur-Ouche
Lusigny-sur-Ouche település Franciaországban, Côte-d’Or megyében. Lakosainak száma 116 fő (2022. január 1.). Lusigny-sur-Ouche Bligny-sur-Ouche, Écutigny, Montceau-et-Écharnant, Vic-des-Prés, Bessey-en-Chaume és Mavilly-Mandelot községekkel határos.

## Népesség
A település népességének változása:
| Lakosok száma | 120  | 94   | 93   | 78   | 111  | 107  | 111  | 116  | 119  | 116  |
|               | 1968 | 1982 | 1990 | 2006 | 2013 | 2015 | 2017 | 2019 | 2020 | 2022 |